# Mauro Icardi
Mauro Icardi (Rosario, 19. veljače 1993.) argentinski je nogometaš koji igra za poziciji napadača. Trenutačno igra za Galatasaray.
Icardi je bio kapetan Intera od 2014. te dvije godine zaredom bio najbolji strijelac Serie A. Icardi je doveden iz Sampdorie 2012. godine kada je zadivio Italiju odličnim nastupima u sezoni 2011./2012. Sredinom veljače 2019. gubi kapetansku vrpcu zbog svađe s upravom kluba oko potpisivanja novoga ugovora. Otišao je na posudbu u PSG s mogućnošću otkupa od 70 milijuna eura.